# Tranvía de Helsinki

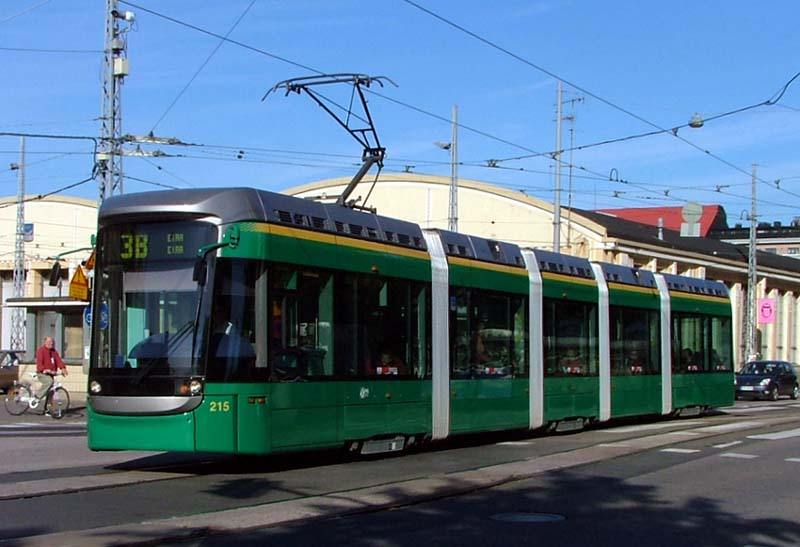
Un moderno tren de tranvía en el distrito de Töölö.

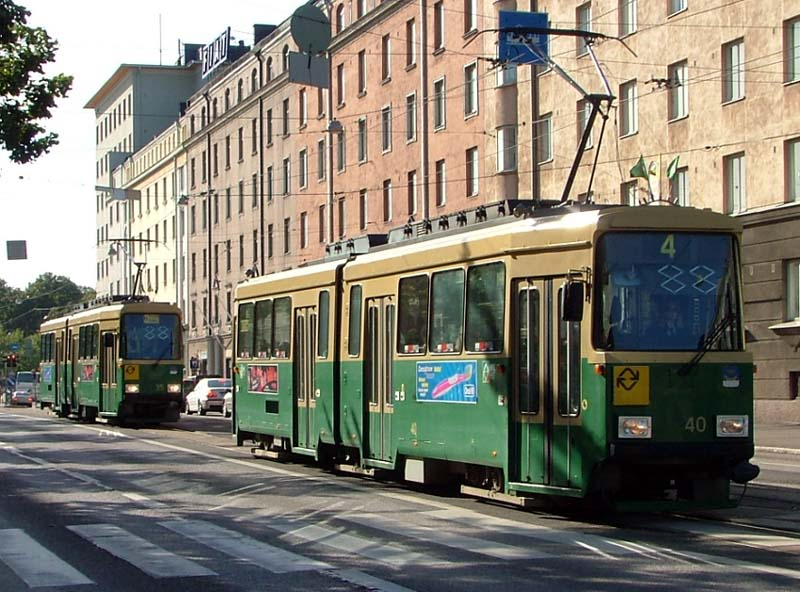
Dos trenes de tranvía más antiguos.

La Red de Tranvía de Helsinki es un sistema de transporte público operado por la compañía HKL en la ciudad de Helsinki, Finlandia. El tranvía es parte importante de la vida cotidiana en el centro de la ciudad. En 2004 56,6 millones de pasajeros usaron el sistema de tranvía de Helsinki, una cifra superior al número de usuarios del metro.
Desde 1999 se han ido introduciendo gradualmente nuevos y modernos tranvías, pero debido a dificultades técnicas este desarrollo ha desacelerado su progreso. En 2004 HKL compró 8 antiguos trenes de tranvía alemanes para esta fase de transición.

## Líneas
Actualmente existen 10 líneas del sistema de tranvía en operación:
- 1 Eira–Käpylä
- 2 Terminal olímpica-Kauppatori-Töölö-Eläintarha-Pasila
- 3 Terminal olímpica-Eira–Kallio-Eläintarha-Meilahti
- 4 Katajanokka–Munkkiniemi
- 5 Katajanokka terminal–Estacio Central
- 6 Eiranranta–Arabia
- 7 Puerto oeste–Estacio central–Kruununhaka-Sörnäinen-Pasila
- 8 Jätkäsaari–Sörnäinen–Arabia
- 9 Puerto oeste–Estacio central-Kallio-Pasila
- 10 Kirurgi–Pikku-Huopalahti

## Historia
El transporte regular en tranvía en la ciudad de Helsinki comenzó en 1891, con carros tirados por caballos. Como sea, la rápida extensión de la red eléctrica permitió que pronto se empezaran a utilizar tranvías. Durante las últimas décadas la red de tranvías no ha cambiado radicalmente; el mantenimiento de los antiguos tranvías y el desarrollo de la red a los suburbios adyacentes se han convertido en prioridad. En la actualidad, Helsinki es la única ciudad en Finlandia con un sistema de tranvía.
- Datos: Q1192334
- Multimedia: Tram transport in Helsinki / Q1192334